# The Frantick Rebel
The Frantick Rebel est le 17e épisode de la saison 1 de la série britannique Espionage.

## Synopsis
1777. Une mystérieuse femme arrive à Londres. Ne serait-ce pas une espionne au service des "Insurgents" ?

## Fiche technique
- Titre original : The Frantick Rebel
- Réalisation : Michael Powell
- Scénario : Ernest Kinoy, d'après une nouvelle de Lillian de la Torre
- Direction artistique : Tony Woollard
- Décors : Peter Russell
- Photographie : Bert Mason
- Son : Cyril Swern
- Montage : John Victor-Smith
- Musique : Benjamin Frankel
- Production : George Justin
- Production exécutive : Herbert Hirschman
- Production associée : John Pellatt
- Société de production : Associated TeleVision
- Société de distribution : National Broadcasting Company
- Pays d’origine :  Royaume-Uni,  États-Unis
- Langue originale : anglais
- Format : noir et blanc — 35 mm — 1,33:1 — son Mono
- Durée : 60 minutes
- Date de sortie : Royaume-Uni : 12 février 1964

## Distribution
- Roger Livesey : Dr Samuel Johnson
- Stanley Baxter : James Boswell
- Jill Bennett : Patience Wright
- Max Adrian : Dr Driffield
- Mark Dignam : Général Burgoyne